# Miguel Fitzgerald
Miguel Lawler Fitzgerald (Buenos Aires, Argentina, 8 de septiembre de 1926 - Ibídem, 25 de noviembre de 2010) fue un piloto civil argentino de origen irlandés que entre varias proezas, en los años 60 realizó dos viajes aéreos a las islas Malvinas, administradas por el Reino Unido pero reclamadas por la Argentina. Sus acciones tuvieron el propósito de reivindicar la soberanía argentina sobre el archipiélago.

## Biografía

### Primeros años
Nacido en la Ciudad de Buenos Aires e hijo de padre y madre irlandeses, realizó sus estudios secundarios en la Escuela Técnica Otto Krause, recibiéndose como técnico mecánico en 1945.[cita requerida] Tres años antes, en 1942 obtuvo su primer licencia como piloto. A lo largo de su carrera, ha realizado vuelos privados, fotografía aérea taxi aéreo, traslado de aviones Cessna desde Estados Unidos, piloto en Aerolíneas Argentinas, vuelos ejecutivos, transporte de cargas, entre otros.
En 1962, realizó el primer vuelo sin escalas desde Nueva York a Buenos Aires a bordo de un Cessna 210. En ese mismo año voló desde Estados Unidos a Manila, Filipinas, en el mismo avión y con escalas en Alaska y Tokio, Japón. Su desafío era unir Miami con Manila en menos de 65 horas.

### Primer viaje

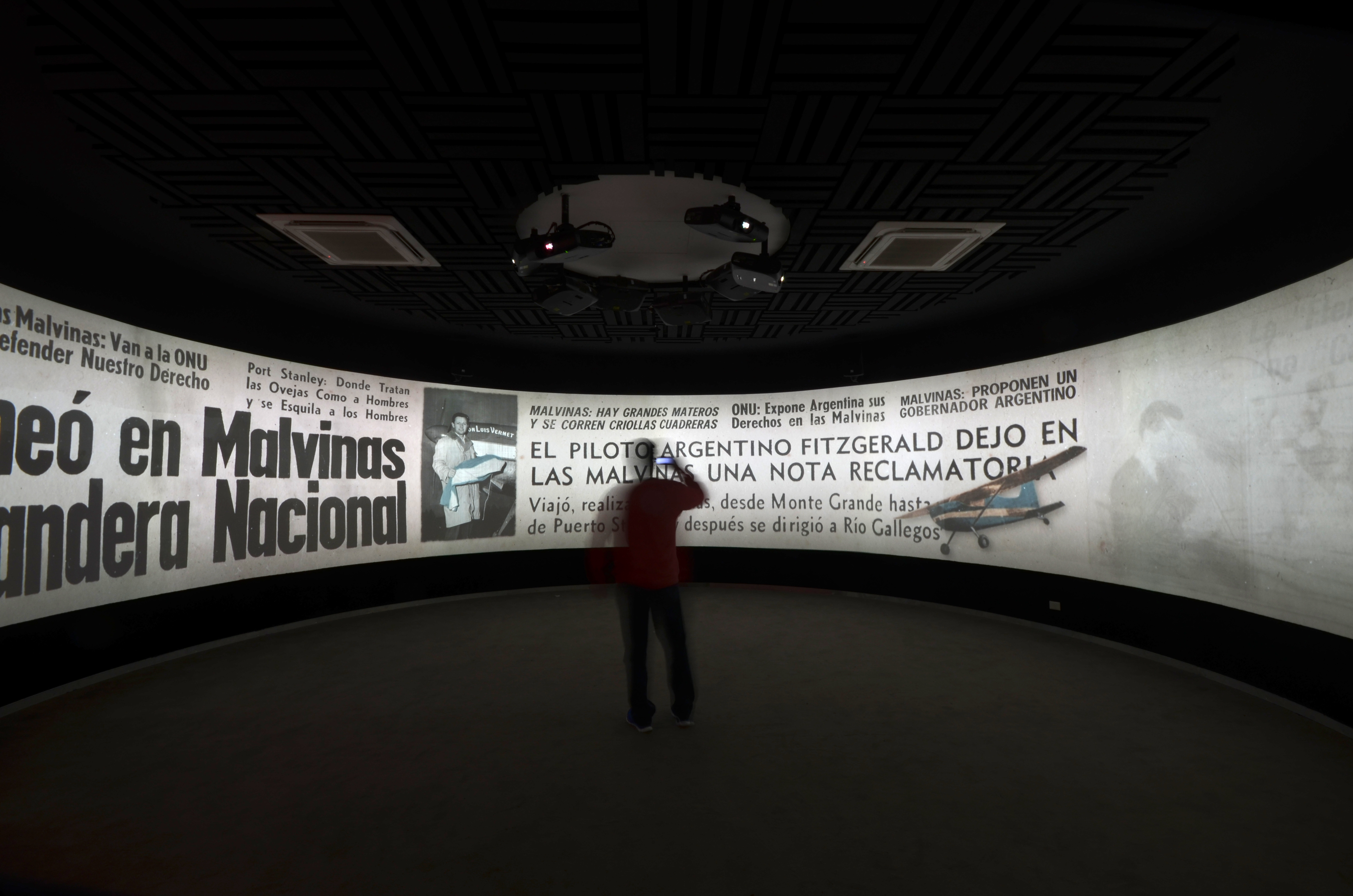
Titulares sobre la hazaña de Fitzgerald en el Museo Malvinas.

El 8 de septiembre de 1964, con su pequeño avión Cessna 185 matrícula LV-HUA y bautizado «Don Luis Vernet», Fitzgerald voló hacia las islas Malvinas desde la ciudad de Río Gallegos y aterrizó en la pista del hipódromo de Puerto Stanley. Enarboló una bandera argentina, y exigió infructuosamente ser recibido por el gobernador británico, para reclamarle por la soberanía argentina sobre el archipiélago. Luego emitió una protesta y regresó al continente antes de ser atrapado por las fuerzas del orden locales.
En ese entonces, muchos pilotos argentinos tenían la idea de volar hacia las islas para flamear la bandera argentina. Fitzgerald tomó su decisión en forma secreta. Habló con el diario La Razón pata tener cobertura periodística, pero a su director no le interesó la historia. Entonces, habló con el diario Crónica, que si se interesó y le ofreció cubrir los gastos si también viajaba un fotógrafo del diario, pero Fitzgerald lo rechazó. Para el viaje, un amigo suyo y presidente del aeroclub de Monte Grande, le prestó el Cessna y le financió el combustible.
Partió del Aeroclub el 6 de septiembre hacia a Río Gallegos. De allí voló a las islas, sin hoja de ruta y solo con cálculos propios para no ser captado por los radares. Aterrizó en las islas el 8 de septiembre, colgó la bandera argentina en un alambrado del hipódromo y entregó a unos locales una proclama pidiendo que se la remitan a su gobernador. Luego una gran cantidad de isleños lo escoltaron hasta su partida hacia el continente. En la capital malvinsense solamente estuvo unos 15 minutos.
Fitzgerald narró así su aventura:[cita requerida]

Varias veces hube de desistir de mi intento de volar hasta las Malvinas por diversas circunstancias. Si hubiera anunciado mi intención, declarándola en la hoja de vuelo, no habría sido autorizado a salir. El mismo día que cumplí los treinta y nueve años besé a mi mujer y a mis hijos me encaminé hacia el avión «Cessna 185», cuyos asientos habían sido sustituidos por tanques de combustible y en el que había un equipo de radio y un teléfono. Con provisiones de chocolate y café levanté vuelo hacia Río Gallegos, capital de la provincia de Santa Cruz, siguiendo en seguida y en línea recta hacia el archipiélago malvino, que se halla a quinientos cincuenta kilómetros.

Navegando entre nubes, advertí algunos claros que me permitieron fijar la situación de las islas, orientándome entre la isla Gran Malvina y la isla Soledad cuando vi el canal de San Carlos. La bandera británica ondeaba sobre la residencia del gobernador, mostrándome la dirección de los vientos, cosa que aproveché para aterrizar, después de describir varios círculos sobre la población. Tomé tierra en un campo de carreras de caballos...
 Inmediatamente icé la bandera argentina en un poste. Llegaron cinco personas que me preguntaron en inglés si deseaba o necesitaba algo. Les dije que solo queda entregarles un pliego que llevaba destinado al representante del gobierno británico en el archipiélago. Así lo hice. Diez minutos después levanté nuevamente el vuelo para dirigirme a Río Gallegos. Estaba cumplido mi anhelo. Mi vuelo había sido registrado por Gran Bretaña. Si así no hubiera sido, habría tenido que repetirlo, no por animosidad contra el país ocupante sino en defensa de lo argentino. Por otra parte, todo lo tenía previsto; hasta que me hubiesen arrestado. Para esa coyuntura también tenía un plan de fuga en la misma avioneta. Olvidaba decir que el episodio había tenido un curioso prefacio: horas antes de emprender el vuelo, los habitantes de las Malvinas habían escuchado por las principales radioemisoras de Buenos Aires un mensaje que decía:

«Isleños: no se asusten. No les haremos daño. Nuestras fuerzas llegan a la una de la tarde.»

Exactamente a esa hora yo aterrizaba entre ellos.

El mensaje entregado al gobernador británico decía:

Yo, Miguel Fitzgerald, con todo el derecho que me da ser ciudadano argentino, les exigo que se retiren de las Islas Malvinas.

A su regreso, Fitzgerald fue recibido por una multitud que se había reunido en el aeródromo metropolitano de Buenos Aires, que lo saludó como a un héroe. Iba a ser sancionado por la Fuerza Aérea Argentina, que iba a retirarle su licencia de piloto, pero ante las masivas expresiones de apoyo al piloto, el presidente Arturo Illia decidió anular el castigo. Miembros del Movimiento Nacionalista Tacuara lo subieron a un jeep y lo llevaron a dar vuelas por toda la ciudad.
Tras su llegada, el diario Crónica fue el único que vendió ejemplares, ya que cubrió la noticia con el titular «Malvinas: hoy fueron ocupadas». Hasta ese momento los kioscos de diarios compraban los periódicos. A partir de allí, los kiosqueros y repartidores comenzaron a pedir que se acepte la devolución de los ejemplares no vendidos, quedando en consignación.

#### Reacción británica
El viaje de Fitzgerald causó una protesta del Reino Unido en la ONU, que fue rechazada tajantemente por el gobierno argentino, alegando que no estaba involucrado en el hecho. Como consecuencia, Londres decidió destacar en las islas un contingente permanente de Marines Reales.
Mientras tanto, el gobierno colonial británico decidió que el hipódromo sea bloqueado para prevenir la llegada de otro avión argentino. Sin embargo, los obstáculos fueron retirados posteriormente y en 1966 llegó un avión de Aerolíneas Argentinas tomado por militantes, que llevaron a cabo el Operativo Cóndor.

### Segundo viaje
Cuatro años después, el 27 de noviembre de 1968, Fitzgerald realizó un segundo viaje a las islas desde Río Gallegos, esta vez al mando de un avión bimotor Grand Commander propiedad del diario Crónica, en el que también viajaban Héctor Ricardo García, director del citado matutino, y uno de sus periodistas, Juan Carlos Navas. Esta vez la pista del hipódromo había sido obstruida, por lo que se vio obligado a tomar tierra en una carretera (Eliza Cove Road), lo que produjo la rotura de una hélice.
Fueron detenidos minutos más tarde por un oficial británico, luego de lo cual fueron declarados «inmigrantes ilegales», por lo que pasaron 48 horas detenidos. Luego fueron subidos al HMS Endurante de la Royal Navy con destino a Río Gallegos, en el que también viajaba el canciller británico, de visita en las islas.[cita requerida]

### Últimos años y homenajes

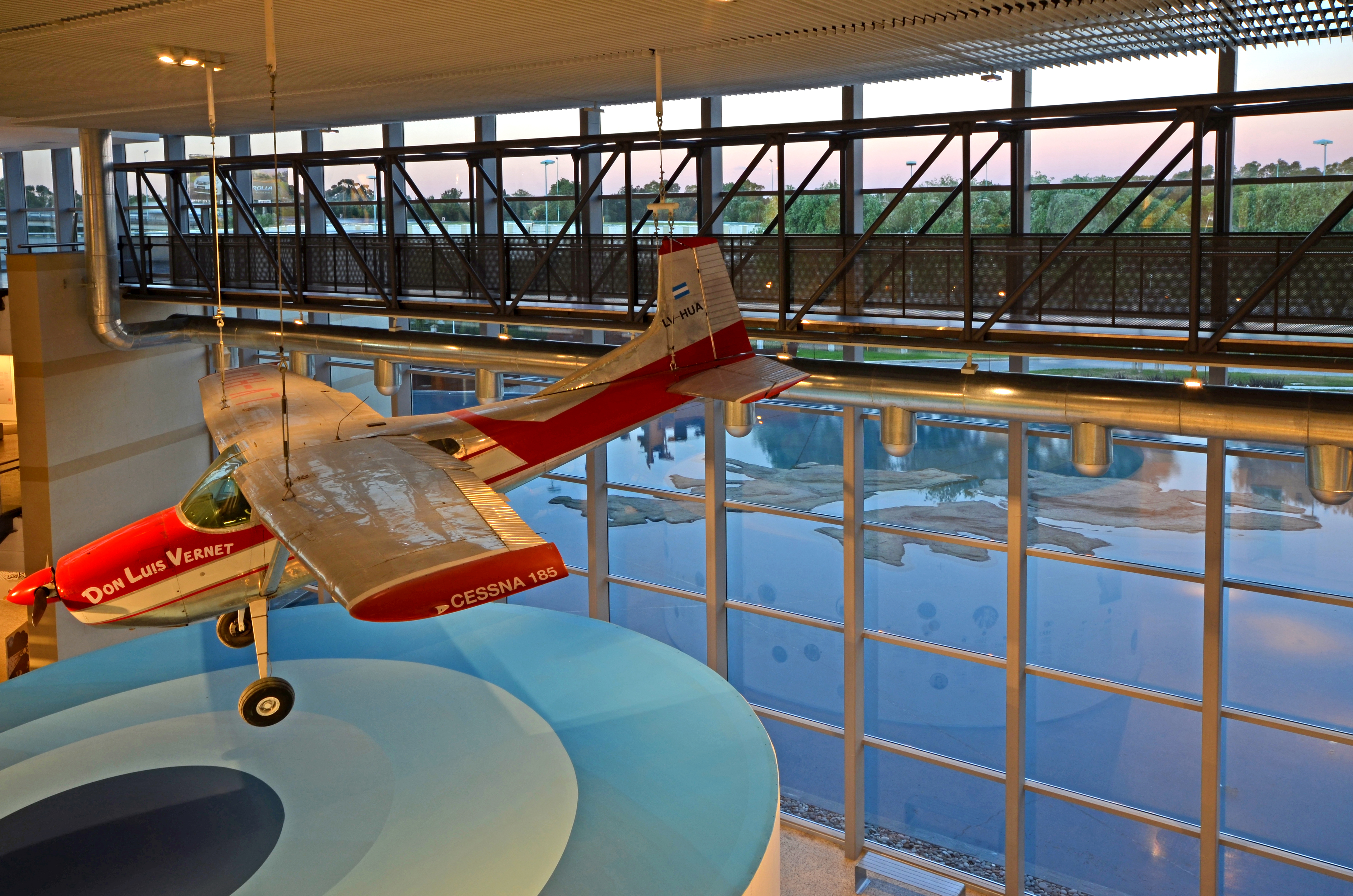
El Cessna de Fitzgerald en el Museo Malvinas.

El 27 de noviembre de 2009 fue homenajeado por la Legislatura de la Ciudad de Buenos Aires.
Fitzgerald falleció en su departamento en Buenos Aires, en noviembre de 2010 a los 84 años de edad.
El 10 de junio de 2014, se inauguró el Museo Malvinas e Islas del Atlántico Sur en la Ciudad de Buenos Aires, donde se expone el Cessna LV-HUA con el que Miguel Fitzgerald realizó su hazaña. También se expone un corto animado, que relata un resumen del vuelo.
A cumplirse 50 años de su primer vuelo, en septiembre de 2014 el Correo Oficial de la República Argentina realizó una estampilla especial en conmemoración.